# ニオブチタン合金
ニオブチタン合金 (Nb-Ti) はニオブとチタンの合金である。第二種超伝導体として知られ、超伝導磁石に広く使われている。転移温度は約10ケルビンである。
1962年にアトミックス・インターナショナル社のT. G. ベルリンコートとR. R. ヘイクはニオブチタン合金が高い臨界磁場と高い臨界電流密度を両立し、しかも価格が手頃で加工性にも優れることを見出した。ニオブチタン合金は他の数多くの超伝導体と比べても有用性が際立っていたことから、最も広く利用される超伝導体の地位を確立した。
ニオブチタン合金の最大臨界磁場は約15テスラで、最大で約10テスラまでの磁場を発生する超伝導磁石を作ることができる。より強い磁場が必要な場合には、ニオブチタン合金より高性能だが高価で製造も難しいニオブスズが使われる。
2014年には超伝導体の市場規模は約50億ユーロに達したが、そのうち約80%はニオブチタン合金を主に採用するMRI装置が占めている。

## 特筆される用途

### 超伝導磁石
アルゴンヌ国立研究所には、直径4.8メートルで1.8テスラの磁場を発生するニオブチタン合金製の超伝導磁石を備えた泡箱が設けられている。
フェルミ国立加速器研究所にあったテバトロン加速器のメインリング (周長4マイル) には、約1000個のニオブチタン合金製超伝導磁石が用いられていた。 
この超伝導磁石には17トンのニオブチタン合金線を含む50トンの銅線が巻かれ、動作温度4.5 Kで最大4.5テスラの磁場を発生させていた。
1999年にブルックヘブン国立研究所に設置されたRHICには全長3.8キロメートルの二重蓄積リングが設けられ、1740個のニオブチタン合金製超伝導磁石が発生する3.45テスラの磁場で重イオン線を周回させている。
CERNが運用している大型ハドロン衝突型加速器 (LHC) には1200トンの超伝導線が使われており、そのうち470トンがニオブチタン合金である。動作温度は1.9 Kで、最大8.3テスラの磁場を発生させている。 

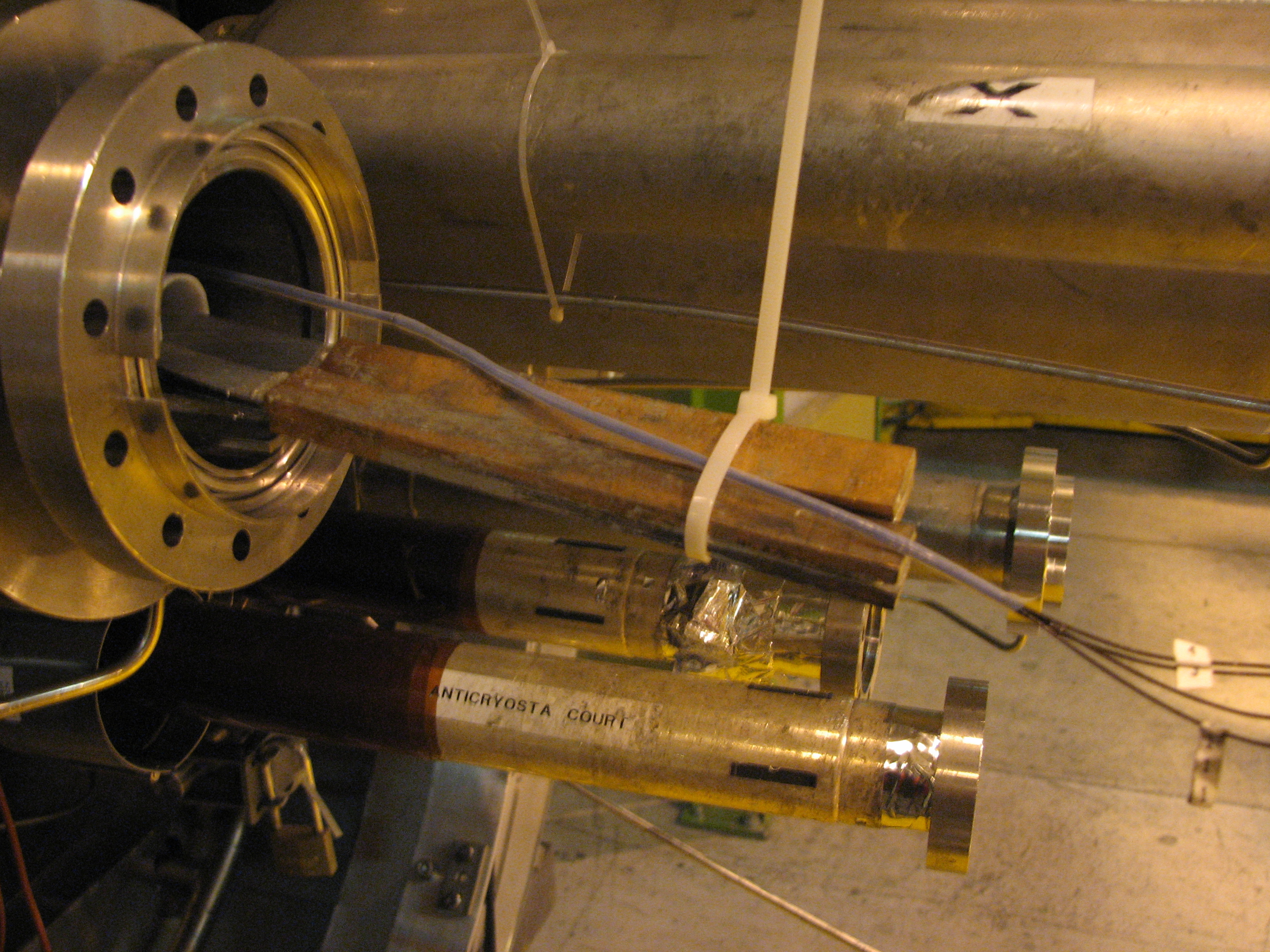
LHCの双極子磁石から引き出されたニオブチタン合金線

国際宇宙ステーションに搭載されたアルファ磁気分光器にも液体ヘリウムで冷却されるニオブチタン合金製超伝導磁石が使われていたが、後に常伝導磁石に交換された。
国際協力で建設されている核融合実証炉ITERのポロイダル磁場コイルにもニオブチタン合金が使用されている。2008年には、試作コイルが動作電流52キロアンペア、発生磁場6.4テスラで安定動作を達成した。
ドイツのヘリカル型核融合実験炉ヴェンデルシュタイン7-Xにもニオブチタン合金製超伝導磁石が使われている。

## ギャラリー

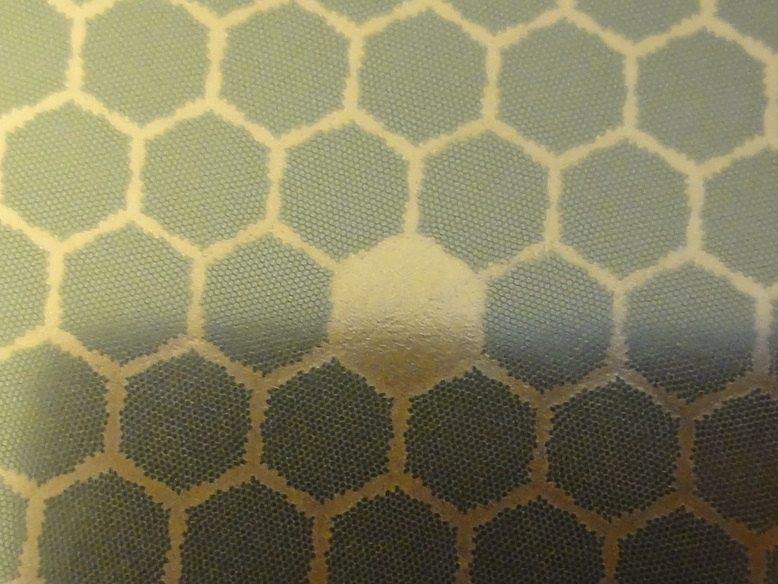
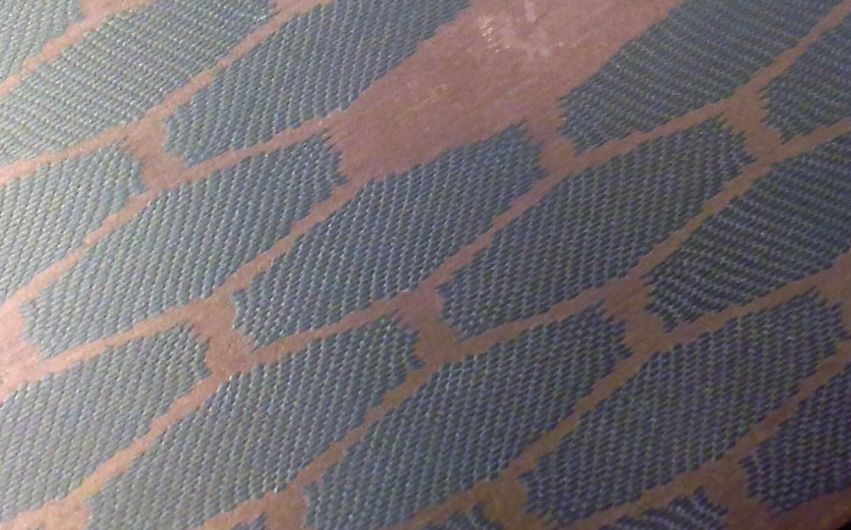
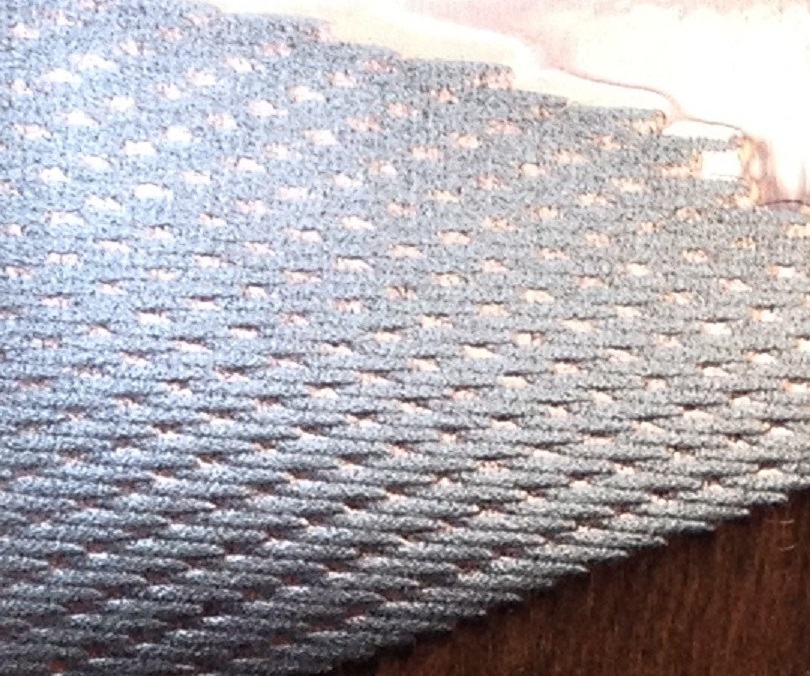

## 関連書籍
- Nb-Ti - from beginnings to perfection - discovery of the best compositions and conductor designs and fabrication methods.